# Teofilacte I
Teofilacte I de Túsculum, en italià Teofilatto di Tusculo, (a. 864 - v. 925) era un noble romà latifundista de la classe dels optimates romani, famílies que controlaven la vida política a Roma des del segle vii, que feien funcions de Senat romà i s'anomenaven senadors. S'intitulà Comte de Túsculum.
Apareix esmentat per primer cop el 901 quan era jutge palatí de l'Emperador d'Occident Lluís III el Cec i el 904 era Magister Militum de Roma i Sacri Palatii Vestararius (administrador dels béns del Papa). El 906 se li dona el títol de "Gloriosissimus Dux" i el 915 era considerat en qualitat de Senator Romanorum Primus inter pares com a superior a la resta dels Optimats. Els seus dominis comprenien: Monterotondo, Poli, Anticoli Corrado, Guadagnolo, Rocca di Nitro, Rocca dei Sorci, Saracinesco, Segni, Valmontone, Alatri, Guarcino, Colle Pardo, Soriano, Paliano, Sora i Celano. Alguns d'aquest dominis encara eren de la família al segle xix.
Es va casar amb Teodora, coneguda com a Senatrix, dona corrupta que es va convertir en amant del jove bisbe de Cere, cosí de Teofilacte, que fou després el Papa Sergi III. Teofilacte va deixar tres filles: 
- Maròzia, comtessa de Túsculum
- Teodora (origen de la família dels Crescenzi)
- Sèrgia, probablement filla del Papa Sergi III però reconeguda per Teofilacte com a pròpia.

El Papa Joan X (fill del Papa Sergi III i la filla de Teofilacte, Maròzia) el va enviar a negociar l'aliança amb el príncep normand de la Campània i es va crear una lliga militar que va obtenir la coneguda victòria de Garigliano sobre els àrabs l'agost del 915, després de la qual els sarraïns van haver d'abandonar el Laci.
Fou destituït el 924 pel Papa Joan X, amb qui s'havia enemistat i va morir vers el 925, quan va cedir totes les seves possessions al seu net Alberic de Túsculum, tot i que per la minoria d'edat del jove va exercir la regència la seva mare Maròzia.